# Asynchronous Serial Interface
Pour les articles homonymes, voir ASI.
 (août 2013).
Si vous disposez d'ouvrages ou d'articles de référence ou si vous connaissez des sites web de qualité traitant du thème abordé ici, merci de compléter l'article en donnant les références utiles à sa vérifiabilité et en les liant à la section « Notes et références ».
L'interface série asynchrone (ASI) est un type d'interface de communication de données servant dans les protocoles de transport MPEG Transport Stream ([MPEG-TS]), qui envoie des données un bit à la fois sur une seule ligne de communication. Il s'agit d'un protocole de communication série qui ne nécessite pas d'horloge commune entre les périphériques connectés, contrairement à l'interface série synchrone (SSI).
Les interfaces série asynchrone ont été normalisées par l'Electronic Industries Alliance (EIA).
Dans un système ASI, les données sont envoyées sous forme de caractères, chaque caractère étant encodé avec un bit de départ, un certain nombre de bits de données (généralement 7 ou 8 bits), un bit de parité optionnel pour la détection d'erreurs et un ou plusieurs bits de stop. Le bit de départ indique au récepteur le début d'un caractère, tandis que le ou les bits de stop indiquent la fin du caractère.
L'ASI est utilisé pour la communication entre des périphériques informatiques, tels que des ordinateurs, des modems et des terminaux, ainsi que pour la communication entre des microcontrôleurs et des périphériques, tels que des capteurs et des actionneurs. Bien que l'ASI soit moins rapide que les interfaces de communication synchrone, il est simple à implémenter et est toujours utilisé dans de nombreux systèmes embarqués et industriels.

Parmi les interfaces les plus connues, on note la liaison RS-232, maintenant obsolète. On note aussi les liaisons RS-422 et RS-485.

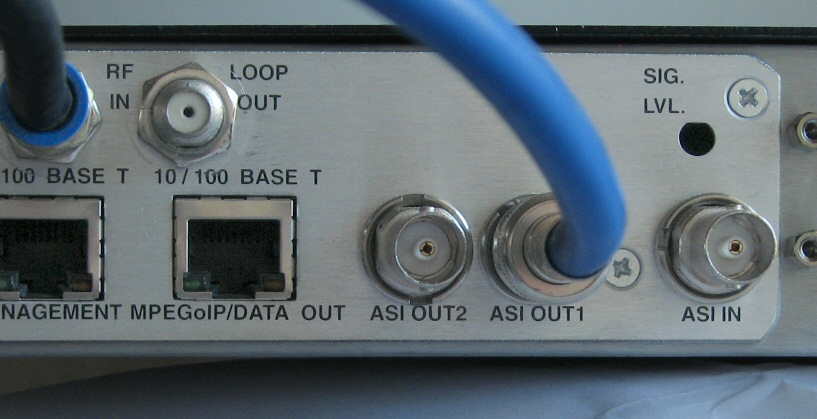
la sortie ASI d’un récepteur/décodeur intégré DVB